# Disciplina, Igualdad, Patriotismo, Amor y Libertad
Disciplina, Igualdad, Patriotismo, Amor y Libertad (DIPAL) fue un pequeño partido político de Panamá que existió entre 1959 y 1964. Fue creado por Alfredo Alemán, mayor de la Guardia Nacional y ministro de Finanzas en el gabinete de José Antonio Remón Cantera.
El objetivo del partido era "una organización no política con el fin de mejorar la relación entre los negros y blancos en Panamá".
En las elecciones de 1960 se unió a la Alianza Popular y a su candidato Víctor Florencio Goytía. Obtuvo 8635 votos (3,58% del total) y un diputado a la Asamblea Nacional.
En las elecciones de 1964 se unió a la Alianza Nacional de Oposición de Juan de Arco Galindo. Obtuvo 3046 votos (0,96% del total) y no consiguió diputados nacionales, por lo que fue abolido por el Tribunal Electoral en 1964.